# هزینه بر مبنای هر سفارش
هزینه بر مبنای هر سفارش، یا هزینه بر مبنای هر خرید، نوعی هزینۀ تبلیغ در اینترنت است که بر تعداد سفارش تقسیم می‌شود. هزینه بر مبنای هر سفارش، همراه با هزینه دربرداشت و هزینه هر کلیک، نقطه شروع برای بررسی اثربخشی یک شرکت اینترنت تبلیغات است و می‌تواند برای مقایسه در سراسر تبلیغات رسانه‌ها و وسایل نقلیه و به عنوان یک شاخص سودآوری محسوب شود.

## مثال
یک خرده فروش اینترنتی $۲۴٬۰۰۰ را در تبلیغ آنلاین خرج و ۱٫۲ میلیون برداشت را تولید می‌کند؛ که منجر به ۲۰٬۰۰۰ کلیک شده که با ۱ در ۱۰ کلیک به خرید می‌انجامد.
- هزینه دربرداشت = $۲۴٬۰۰۰ ÷ ۱٬۲۰۰٬۰۰۰ برداشت = $۰٫۰۲
- هزینه هر کلیک = $۲۴٬۰۰۰ ÷ ۲۰٬۰۰۰ کلیک = $۱٫۲۰
- هزینه هر سفارش = $۲۴٬۰۰۰ ÷ ۲٬۰۰۰ خرید = $۱۲٫۰۰

## هدف
هدف شاخص «هزینه بر مبنای هر سفارش» اندازه‌گیری هزینه تبلیغ مورد نیاز برای به دست آوردن یک سفارش می‌باشد. اگر هدف اصلی تبلیغ ایجاد فروش باشد، هزینه بر مبنای هر سفارش شاخص ارجح است.

## ساخت و ساز
هزینه‌ها برای تولید یک سفارش است. قالب دقیق این هزینه به صنعت بستگی دارد و با بازگشت سود محصول و کانال‌های فروش چندگانه پیچیده می‌شود. فرمول اساسی به شرح زیر  است:
هزینه هر سفارش ($) = هزینه تبلیغات ($) / سفارشات قرار داده شده (#)